# 秃坚
秃坚（？—1331年），又名秃坚不花。元朝宗王。
早期秃坚随梁王王禅叛元，兵败逃往云南。天历元年（1329年）两都之战结束。秃坚于至顺元年（1330年）在云南行省起兵，占领中庆路（今云南省昆明市），擅署行省文牍，不久自立为云南王。滇东北（今彝语各族先民）乌蒙路（今昭通市）、乌撒路（今威宁彝族回族苗族自治县）、东川路、罗罗斯宣慰司（今西昌市）、大理路等地土官诸部都起事响应秃坚，部众发展到五六万人。三月，元文宗图帖睦尔命豫王、镇西武靖王、荆王等率四川行省、陕西行省、湖广行省、江浙行省、河南江北行省等省数十万军讨伐。他屡败元文宗讨伐军。伯忽战败于马龙州。镇西武靖王搠思班率军十余万由建昌路入滇，直趋中庆，经过激战，大败秃坚军，于十二月收复昆明城。至顺二年（1331年）春，元军分道追剿秃坚余部，从叛的万户、将校以上皆被杀。四月，乱平。十月，秃坚兵败被杀。